# Nạn đói Trung Quốc năm 1942–1943

Tỉnh Hà Nam thuộc Cộng hòa Nhân dân Trung Hoa ngày nay.

Tàu của Liên Hợp Quốc (CNRRA) vận chuyển hàng tiếp tế đến Hồ Nam vào năm 1945

Nạn đói Hà Nam năm 1942–1943 xảy ra ở Hà Nam, đặc biệt là phần phía đông và trung tâm của tỉnh. Nạn đói xảy ra trong bối cảnh Chiến tranh Trung-Nhật và là kết quả của sự kết hợp của các yếu tố tự nhiên và con người. Các nghiên cứu định lượng hiện đại đưa ra con số tử vong là "dưới một triệu", có thể là khoảng 700,000 người. 15 năm sau, Hà Nam lại bị ảnh hưởng bởi Nạn đói lớn ở Trung Quốc.

## Nạn đói

### Nguyên nhân
Hà Nam trước đây đã phải hứng chịu hậu quả của chiến tranh. Hàng ngàn thanh niên của tỉnh đã phải đi nhập ngũ. Năm 1938 Chính phủ Quốc dân đã cho lũ lụt sông Hoàng Hà trong nỗ lực ngăn chặn bước tiến của quân Nhật Bản, tràn qua miền đông và trung tâm Hà Nam, trung tâm An Huy và bắc trung tâm Giang Tô. Khoảng 400,000 tới 500,000 thường dân miền Bắc Trung Quốc và binh lính Nhật Bản có thể đã chết vì đói kém, dịch bệnh và lũ lụt. Khi quân Nhật tiến vào khu vực này, đã gây ra nhiều tàn phá, góp phần gây ra nạn đói. Vào thời điểm xảy ra nạn đói, Hà Nam bị chia cắt, với nửa phía đông bị Nhật Bản chiếm đóng và nửa phía tây bỏ trống và trên danh nghĩa nằm dưới quyền của Chính phủ Quốc dân có trụ sở tại Trùng Khánh.
Năm 1942, các trận mưa xuân và hè thiếu, gây ra hạn hán. Ngoài ra, cào cào còn gây ra nhiều thiệt hại cho vụ thu hoạch đương thời. Kết quả là nguồn cung cấp ngũ cốc ở các khu vực bị ảnh hưởng đã giảm đáng kể. Điều này bắt đầu xảy ra vào mùa đông năm đó. Tuy nhiên, chính quyền Trung Quốc và Nhật Bản ở các khu vực bị ảnh hưởng vẫn tiếp tục chính sách trưng dụng ngũ cốc để nuôi binh lính. Nhà sử học môi trường Micah S. Muscolino cũng cho rằng có mối liên hệ giữa việc cố ý làm ngập sông Hoàng Hà vào năm 1938 và nạn đói năm 1942 vì lũ lụt đã góp phần làm gián đoạn hoàn toàn hệ thống thủy lợi và nông nghiệp Hà Nam.
Những điều kiện khủng khiếp mà nạn đói tạo ra đã được nhà báo Theodore White mô tả một cách sinh động trong một phóng sự đặc biệt viết cho tạp chí Time, xuất bản vào tháng 3 năm 1943. Ăn thịt người tràn lan và cha mẹ bán con cái của họ chỉ để tồn tại. Dịch bệnh sinh sôi trong những điều kiện này, góp phần lớn vào số người chết. Các nỗ lực cứu trợ được tổ chức bởi chính phủ và các nhà truyền giáo Cơ đốc hoạt động trong khu vực.
Chiến tranh và giao thông tê liệt do Nhật Bản xâm lược khiến nhiều người tị nạn phải đi bộ trên đường chạy sang các tỉnh lân cận, nơi cách xa khoảng 300 đến 595 km, và hầu hết những người tị nạn không được tiếp tế lương thực. Trong tác phẩm Cuộc chiến giữa Trung Quốc với Nhật Bản, 1937 – 1945, được rộng rãi cảm thông với Tưởng Giới Thạch, Rana Mitter đổ lỗi nhiều cho các quan chức địa phương tham nhũng hoặc kém năng lực. Ông viết rằng Tưởng đã thông báo giảm hạn ngạch ngũ cốc cho Hà Nam, nhưng người đứng đầu cơ quan quản lý ngũ cốc Hà Nam dù sao cũng đã thu nhiều hơn hạn ngạch yêu cầu. Trong Hội nghị quân sự Tây An tháng 9 năm 1942, các quan chức Hà Nam đã cung cấp thông tin không chính xác và mâu thuẫn về thảm họa, khiến Tưởng Giới Thạch đánh giá thấp mức độ nghiêm trọng của thảm họa. Quan chức ở các tỉnh lân cận từ chối gửi ngũ cốc dư thừa đến Hà Nam. Một ví dụ khác về sự kém cỏi và tham nhũng này đến từ Nhữ Nam nơi một hệ thống lưu trữ ngũ cốc đã được thiết lập khi chiến tranh bùng nổ. Tuy nhiên, các quan chức ở đó chưa bao giờ thực sự cất giữ ngũ cốc và thay vào đó sử dụng nó để thực hiện các giao dịch riêng. Theodore White mô tả việc được chính quyền địa phương mời đến một bữa tiệc bao gồm các món ngon như 'gà, thịt bò, củ năng và ba chiếc bánh phủ đường'. Tuy nhiên, chính quyền Trùng Khánh bị cho là phản ứng chậm chạp và gửi tiền giấy thay vì lương thực để cứu trợ. Mitter lưu ý rằng nạn đói có thể được coi là hậu quả của việc giảm quyền lực chính phủ Quốc dân đảng đối với các tỉnh khi chiến tranh kéo dài. Ông cũng nói rằng chính phủ của Tưởng cũng miễn cưỡng thúc ép giảm giá cả ngũ cốc khi sự sống còn của quốc gia đang bị đe dọa, nhưng điều này dẫn đến tình trạng các thương nhân buôn bán ngũ cốc không muốn bán ngũ cốc cho Hà Nam, và người nghèo có tiền nhưng không có ngũ cốc để mua.

### Người chết
Các học giả hiện đại cho rằng số người chết vì đói là "dưới một triệu", có thể là khoảng 700,000. Con số chính thức là 1,484,983, được tổng hợp vào năm 1943, sau đó được phát hiện là phóng đại quá mức vì nó bao gồm khả năng sinh sản (giảm sinh) và di cư ra nước ngoài. Các tính toán định lượng cho thấy rằng "giảm sinh và tử vong quá mức sẽ đóng góp tương tự vào tổng dân số giảm [trong tổng số 1,484,983]".
Một con số không chính xác phổ biến khác, 3 tới 5 triệu người chết, là "thường không có nguồn gốc hoặc dựa trên ước tính của các nhân chứng như Theodore White, và luôn không tham chiếu đến dữ liệu nhân khẩu học chi tiết". Ước tính cao cấp như vậy do các học giả cộng sản đưa ra có động cơ chính trị để làm cho Nạn đói lớn ở Trung Quốc ở Trung Quốc năm 1959-1961 có vẻ ít chết chóc hơn.
Dưới đây cho thấy sự phân tích các huyện về tổng số chính thức được phóng đại quá mức là 1,484,983, được tổng hợp vào năm 1943. Các số liệu này được dùng để so sánh giữa các quận về mức độ nghiêm trọng của nạn đói.
| Huyện              | Người chết | Huyện              | Người chết | Huyện               | Người chết |
| ------------------ | ---------- | ------------------ | ---------- | ------------------- | ---------- |
| Mạnh Huyện (孟县)  | 95,121     | Vũ Huyện (禹县)    | 151,028    | Trường Cát (长葛)   | 58,802     |
| Hoàng Xuyên (潢川) | 37,392     | Huỳnh Dương (荥阳) | 30,347     | Úy Thị (尉氏)       | 29,654     |
| Tân Trịnh (新郑)   | 34,353     | Mật Huyện (密县)   | 34,593     | Quảng Vũ (广武)     | 15,875     |
| Tỉ Thủy (汜水)     | 14,306     | Hứa Xương (许昌)   | 183,472    | Lỗ Sơn (鲁山)       | 13,822     |
| Lâm Dĩnh (临颖)    | 79,715     | Tương Huyện (襄县) | 118,433    | Yên Lăng (鄢陵)     | 108,498    |
| Lâm Nhữ (临汝)     | 36,446     | Bảo Phong (宝丰)   | 11,539     | Giáp Huyện (郏县)   | 34,458     |
| Yển Thành (郾城)   | 40,835     | Hiệp Huyện (叶县)  | 103,737    | Phương Thành (方城) | 38,974     |
| Phù Câu (扶沟)     | 44,210     | Tây Hoa (西华)     | 51,989     | Thương Thủy (商水)  | 25,899     |
| Hạng Thành (项城)  | 32,147     | Trầm Khâu (沈邱)   | 12,815     | Đăng Phong (登封)   | 23,517     |
| Thiểm Huyện (陕县) | 19,100     | Yển Sư (偃师)      | 7,916      | Tổng                | 1,488,993  |

## Phân nhánh chính trị
Ở các khu vực do Cộng sản kiểm soát, chính quyền đã giảm hạn ngạch ngũ cốc cho những người bị ảnh hưởng nặng nề nhất bởi hạn hán. Mao Trạch Đông đã khai thác điều này cho mục đích tuyên truyền để miêu tả Chính quyền Cộng sản vì người dân hơn Chính phủ Quốc dân. Điều này đã có hiệu quả vì nó trở thành 'một điểm so sánh hiển nhiên'. Những người Cộng sản có thể theo đuổi chính sách này một phần vì họ phụ thuộc vào chiến tranh du kích và không cần duy trì một đội quân thường trực để tham gia vào liên minh thời chiến.

## Tưởng niệm
Nạn đói ở Trung Quốc năm 1942–1943 được gọi là 'nạn đói bị lãng quên của Trung Quốc', bị lu mờ bởi cuộc chiến diễn ra xung quanh nó và nạn đói năm 1958–61 lớn hơn gấp nhiều lần. Ngay cả ở Hà Nam, giai đoạn bi thảm này cũng không được người ta nhớ đến hay nhắc đến nhiều, tiểu thuyết gia Lưu Chấn Vân nói rằng có một 'chứng mất trí nhớ tập thể' ở tỉnh này. Tuy nhiên, sự quan tâm đến sự kiện này đã nhen nhóm trong những năm gần đây, với sự ra mắt của bộ phim Trở lại năm 1942, chuyển thể từ tiểu thuyết Nhớ năm 1942 của Lưu Chấn Vân.